# Ringinharjo
Ringinharjo is een bestuurslaag in het regentschap Grobogan van de provincie Midden-Java, Indonesië. Ringinharjo telt 3421 inwoners (volkstelling 2010).